# Cótila

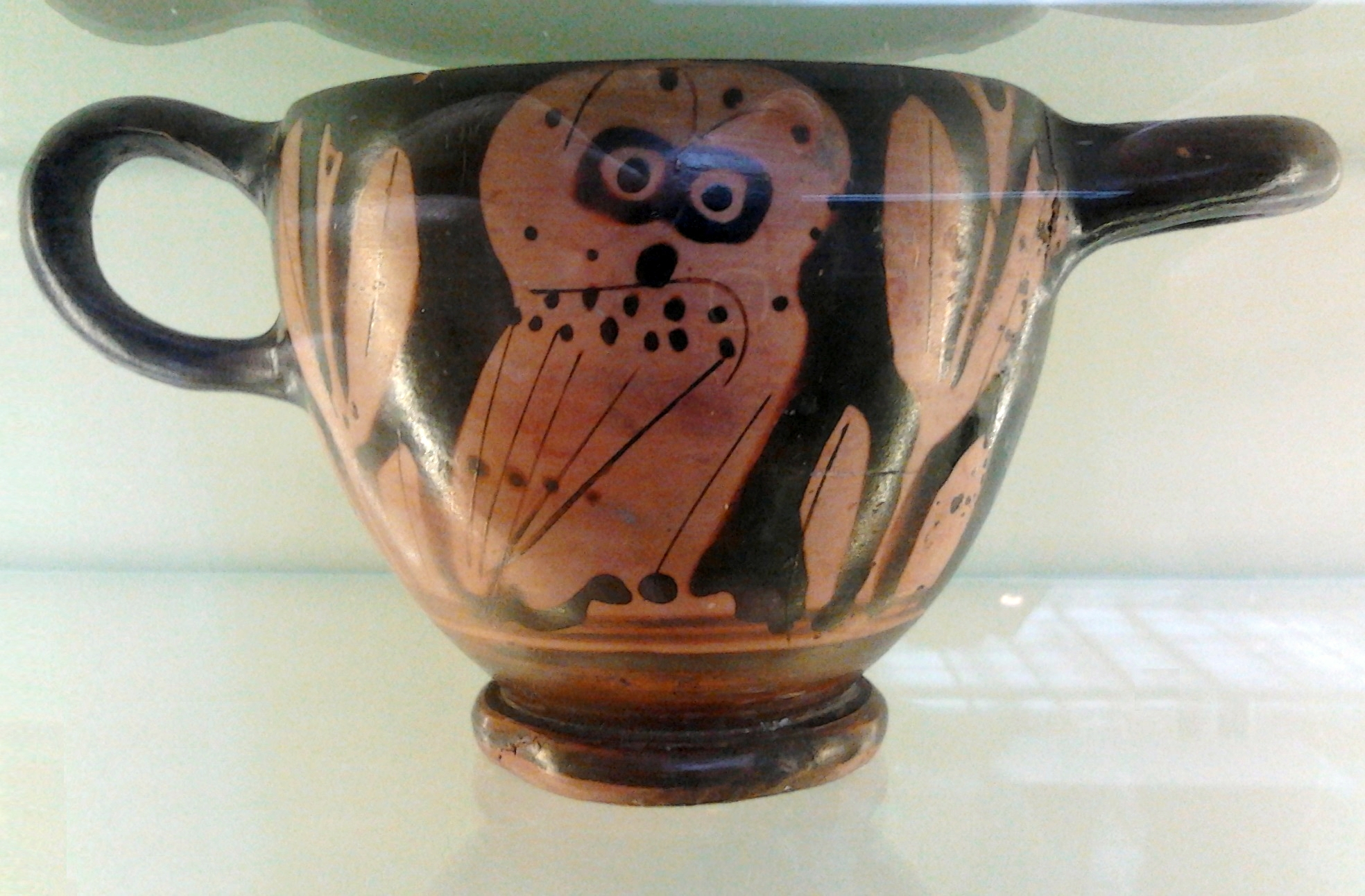
Cótila corintia con una lechuza, Museo Nacional de Varsovia.

La cótila (en griego: κοτύλη) es una taza pequeña y profunda de dos asas de uso puramente doméstico en la Antigua Grecia.
También se usaba este término para expresar su medida de capacidad, equivalente a c. 0,270 litros, la mitad del xestes griego y el sextario romano.
La cótila aparece junto con el aríbalo en el periodo protocorintio antiguo que va desde el año 730 a. C. al 700 a. C. Estas nuevas formas de vasos se usan especialmente para marcar la cronología del periodo protocorintio. 
La evolución de la cótila se marcará por su decoración, pasando de un barnizado completo hasta ser sustituido por una serie de líneas horizontales paralelas, con alternancia de bandas claras y oscuras.
En España, se han encontrado ejemplares en los Toscanos, Almuñécar y el Cerro del Peñón. Otros ejemplares se exponen en el museo del Louvre y en Corfú.